# Słowa niewinne
Słowa niewinne (polnisch; „Unschuldige Wörter“) ist ein 1947 veröffentlichtes Buch über die Sprache des Nationalsozialismus von Nachman Blumental (1902–1983), der nach der Befreiung Polens ab 1944 für die Zentrale Jüdische Historische Kommission (CŻKH) arbeitete und von 1947 bis 1949 der erste Direktor des Jüdischen Historischen Instituts in Warschau war. 

## Kurzeinführung
Die scheinbar unauffällige Veröffentlichung, die 1947 von der Kommission (CŻKH) unter der Redaktion von Nachman Blumental, Józef Wulf, Józef Kermisz und Michał M. Borwicz
herausgegeben wurde, ist der deutschen Sprache während des Krieges und der Besatzung gewidmet. Das Buch erschien im selben Jahr wie Victor Klemperers Lingua Tertii Imperii (LTI).
Die Webseite des New Yorker Center for Jewish History fasst die in dem Wörterbuch der deutschen Nazi-Wörter mündende Tätigkeit des Verfassers so zusammen:

Blumental widmete sein Leben dem Sammeln, Erforschen und Zusammenstellen aller Materialien zu Ghettos, Lagern, Stätten des Massenmords und der NS-Terminologie. Sein besonderes Interesse galt dem spezifischen Vokabular und der “doublespeak” [Anm. = Doppelzüngigkeit; Zwiesprech; vgl. Doppeldenk], die von den deutschen Nazis in offiziellen Verwaltungsdokumenten und in Materialien verwendet wurden, die der Öffentlichkeit während des Holocausts präsentiert wurden. Blumental stellte fest, dass "die Sprache der Nazis eines der wichtigsten Werkzeuge war, die die Deutschen bei der physischen Vernichtung des jüdischen Volkes einsetzten".

Der Literaturwissenschaftler, Ethnograph und Holocaustforscher Blumental interessierte sich besonders für die Macht der Sprache. Die Untersuchung der Wortwahl der Nazis in offiziellen Dokumenten und in Materialien, die der Öffentlichkeit präsentiert wurden, war seine lebenslange Aufgabe. Zu den Materialien, die dem YIVO gespendet wurden, gehören eine Reihe von Katalogkisten voller hand- und maschinengeschriebener Zettel, die die Grundlage seines Wörterbuchs der deutschen Nazi-Wörter bilden, die weniger unschuldig waren, als es den Anschein hat: 

„Das Wörterbuch zeigt die Absicht hinter den Wörtern, die die Nazis benutzten, um den Massengenozid zu normalisieren, zu verschleiern und abzuschwächen.“

Das YIVO-Institut hebt einige Begriffe daraus hervor, darunter „Aussiedlung“ (= Zerstörung und Beraubung von Eigentum), „Entlassen“ (= Ermordung), „Erholung“ (= Gefängnis), „Bauernhäuser“ (= Gaskammern), „Großeinsatz“ (= Liquidierung der Juden), „...aus außenpolitischen Gründen kann die Deportation der Juden in den Osten zur Zeit nicht erfolgen...“, wobei die „Deportation der Juden in den Osten“ für die Ermordung in Vernichtungslagern steht.
Nachman Blumental wanderte 1950 nach Israel aus, später veröffentlichte er dort das jiddischsprachige Buch Verter un vertlekh fun der khurbn-tkufe [Wörter und Sprüche aus der Zeit des Holocaust] (Farlag Y. L. Perets, Tel-Aviv 1981).